# ウィリアム・シドニー・マウント
ウィリアム・シドニー・マウント（William Sidney Mount、1807年11月26日 - 1868年11月19日）は19世紀のアメリカ合衆国の画家である。アメリカの生活風俗を描いた画家の先駆けとなった。ヴァイオリン（フィドル）の奏者としても知られ、作曲も行い、楽器の特許も取得した。

## 略歴
ニューヨーク州のロングアイランドのSetauketで生まれた。兄に肖像画家になったシェパード・アロンゾ・マウント(Shepard Alonzo Mount:1804-1868)がいる。ニューヨークのナショナル・アカデミー・オブ・デザインで学び、1832年にアカデミーの正会員になった。歴史画を初めは描いたが、すぐに日常生活を描くようになった。
マウントの有名な作品には「セタウキットのウナギ突き」(1845)や「馬の値段交渉」(1835)などがある。作品はロングアイランド美術・歴史・馬車博物館(Long Island Museum of American Art, History, and Carriages)などに収蔵されている。
画家としての活動のほかに、フィドルの奏者、作曲家としても知られ、普通のヴァイオリンよりも大きい音がでるような形状をした「Cradle of Harmony」という名前で楽器を改良し特許を得た。
シェパード・アロンゾ・マウントとは別の兄弟の娘のエブリン・マウント(Evelina Mount:1837-1920)も画家になった。

## 作品

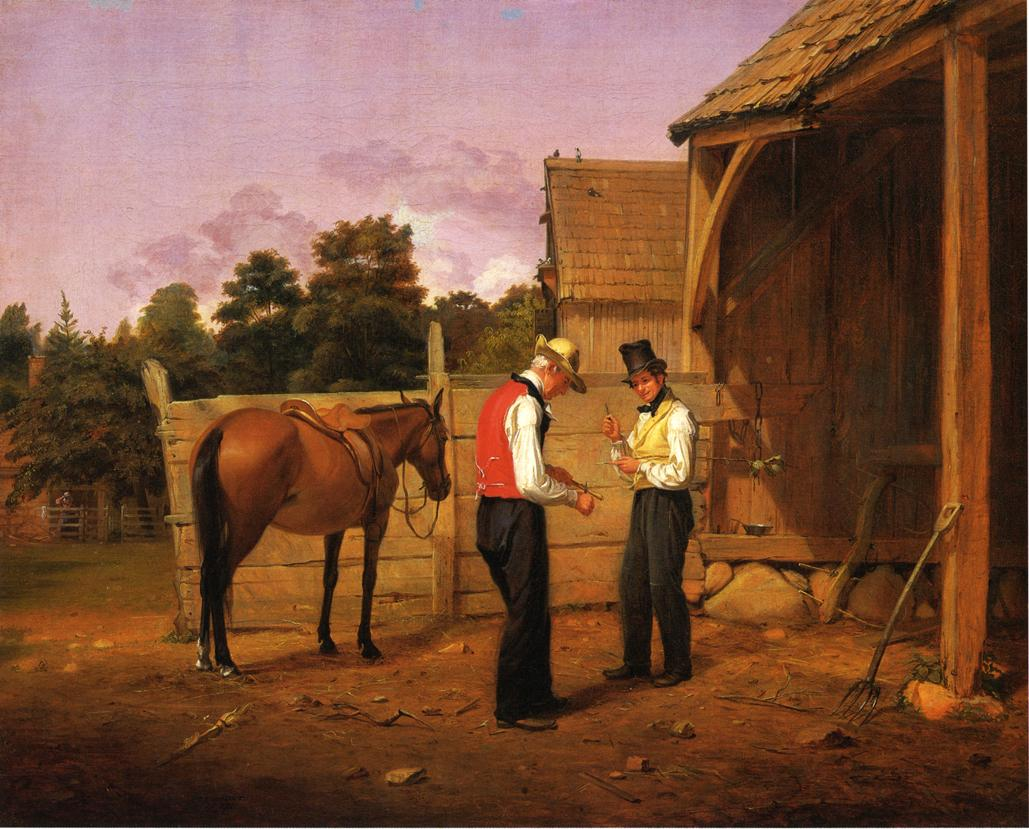
「馬の値段交渉」(1835)
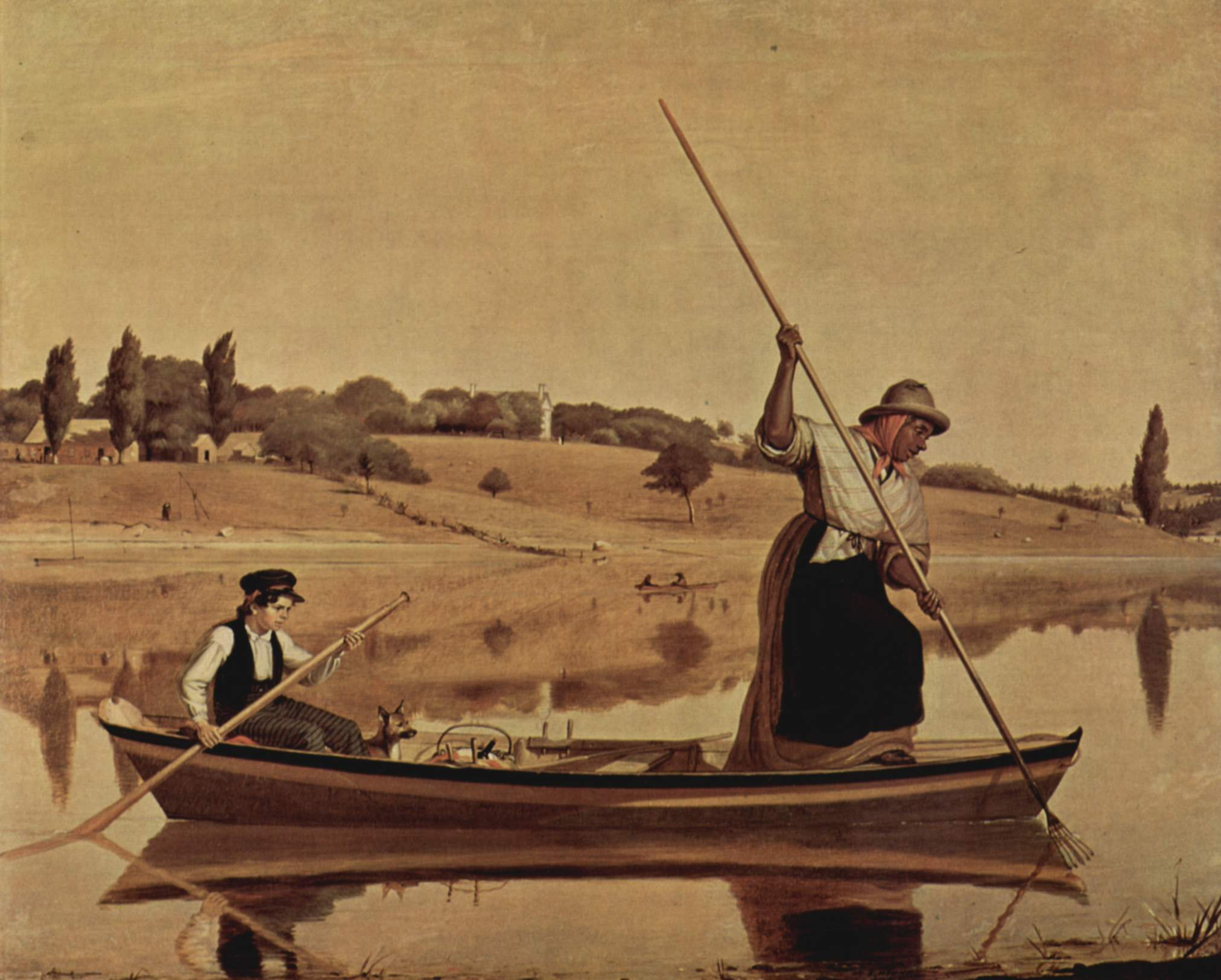
「セタウキットのウナギ突き」(1845)
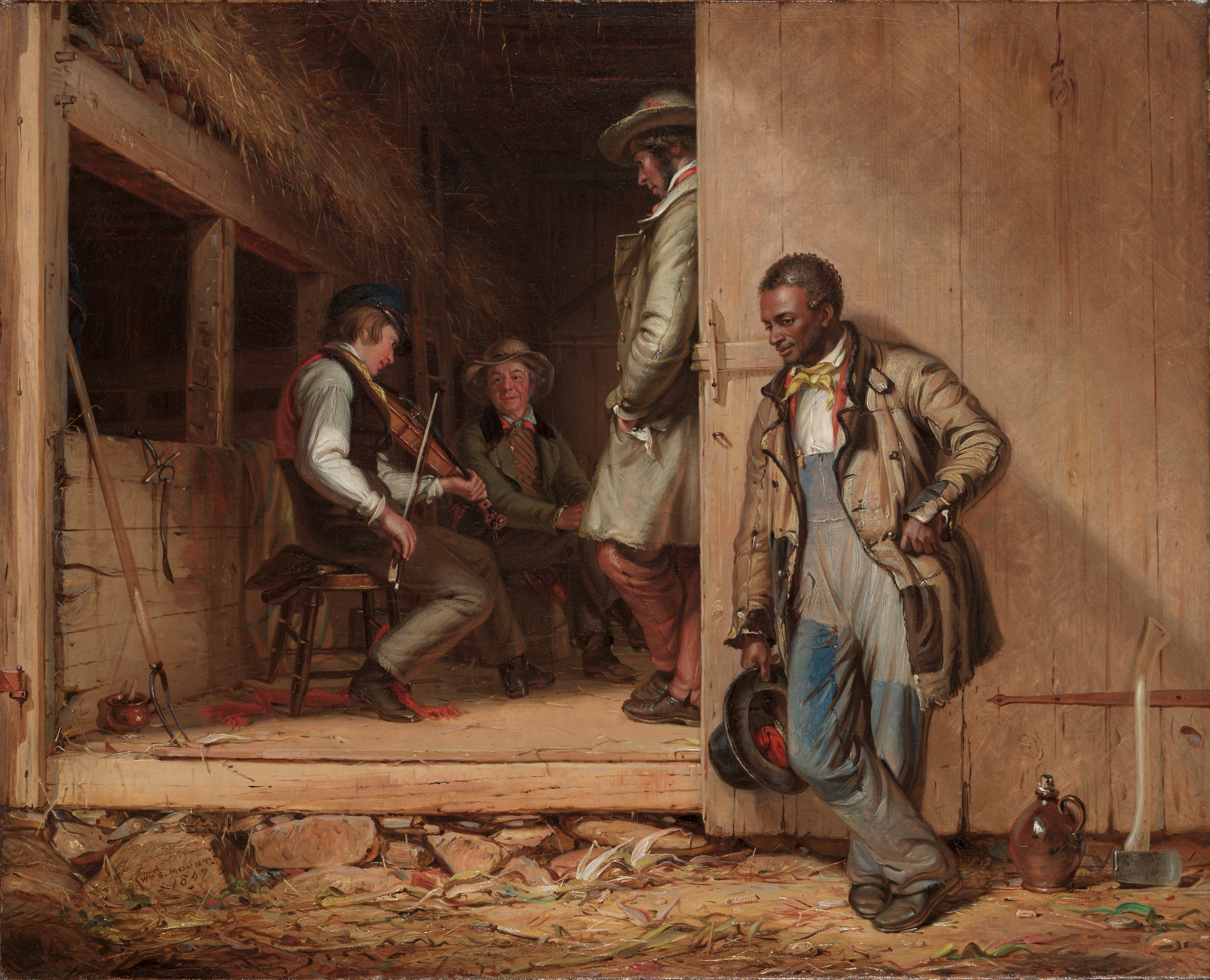
「音楽の力」(1847)
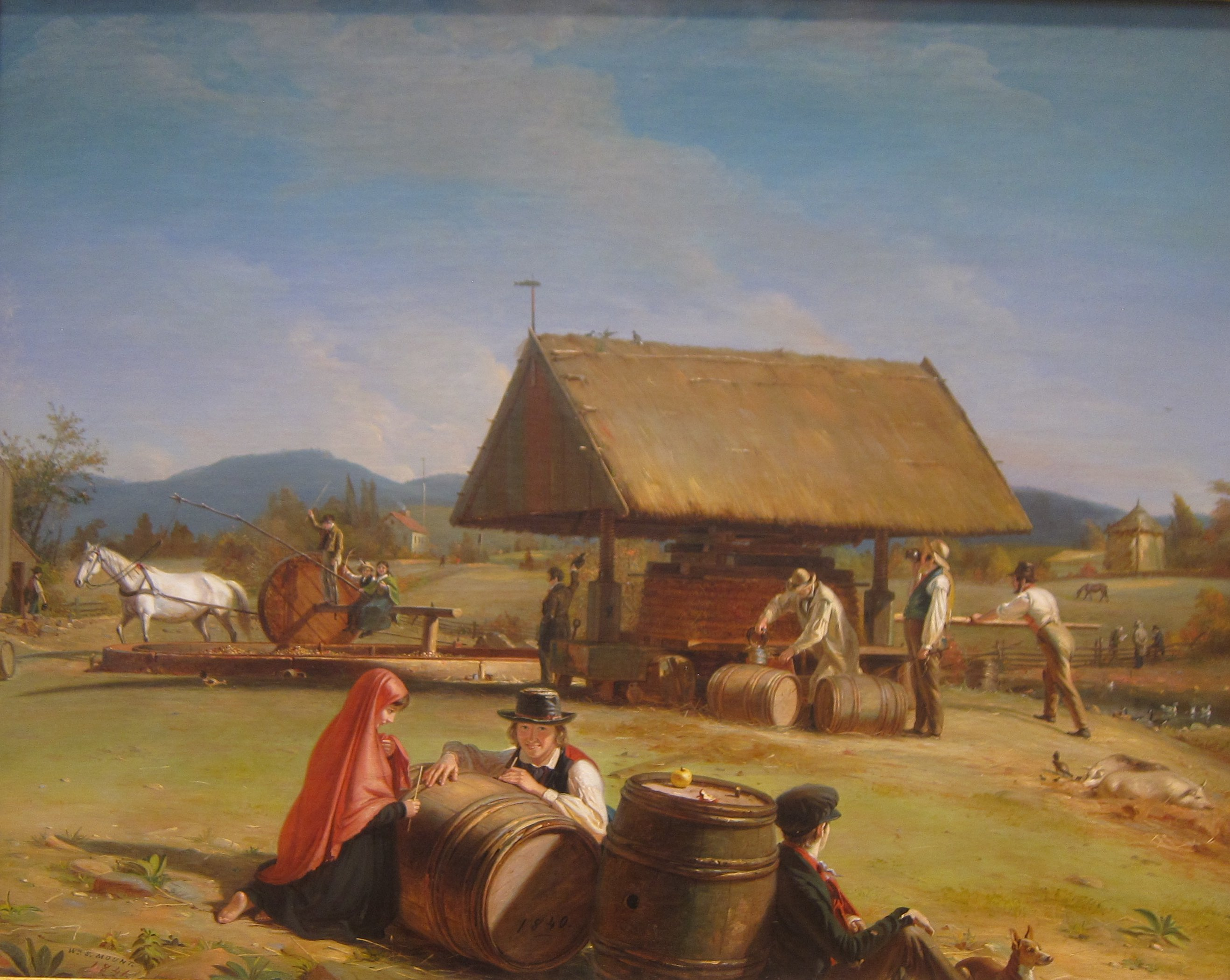
シードル作り
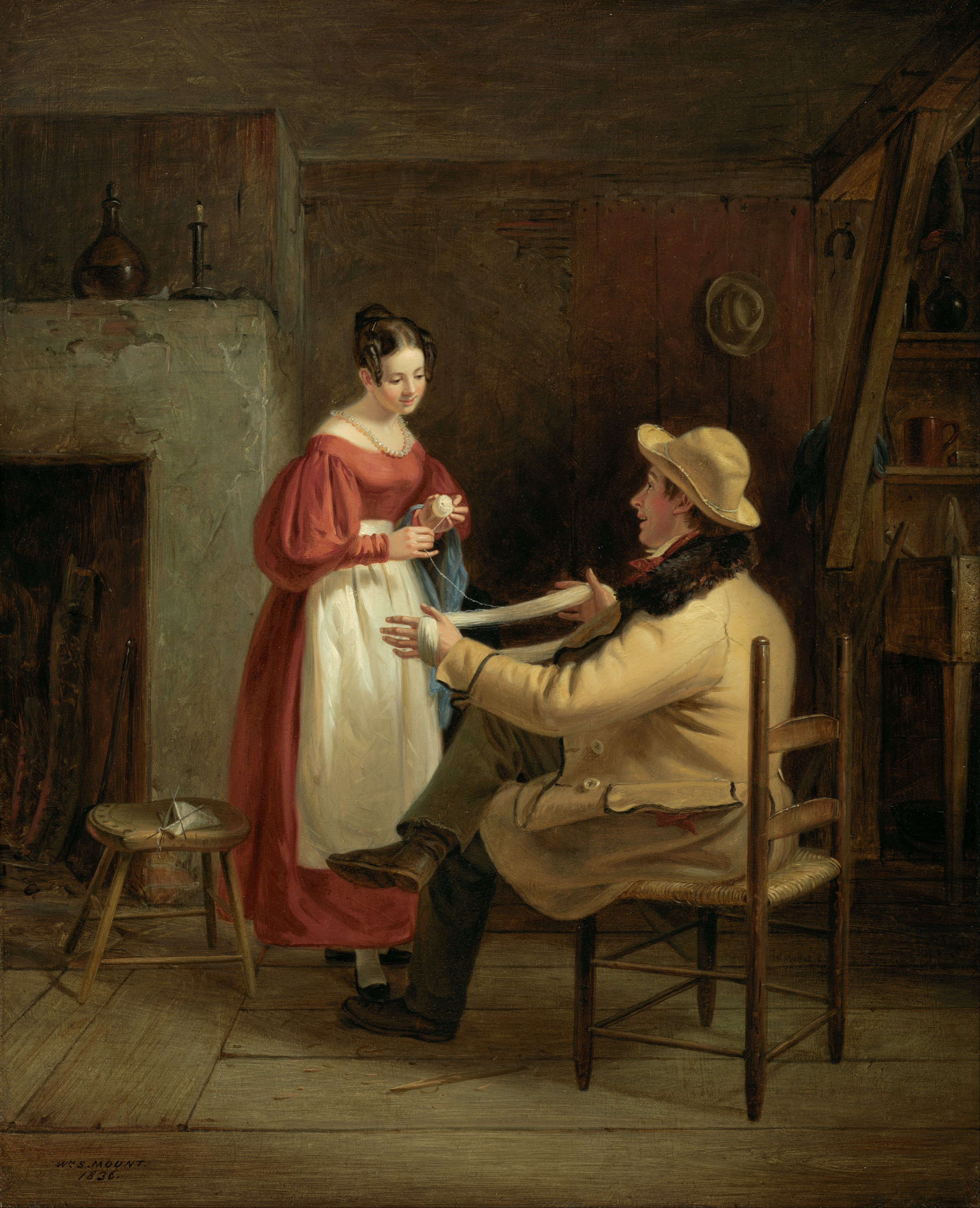
Winding Up
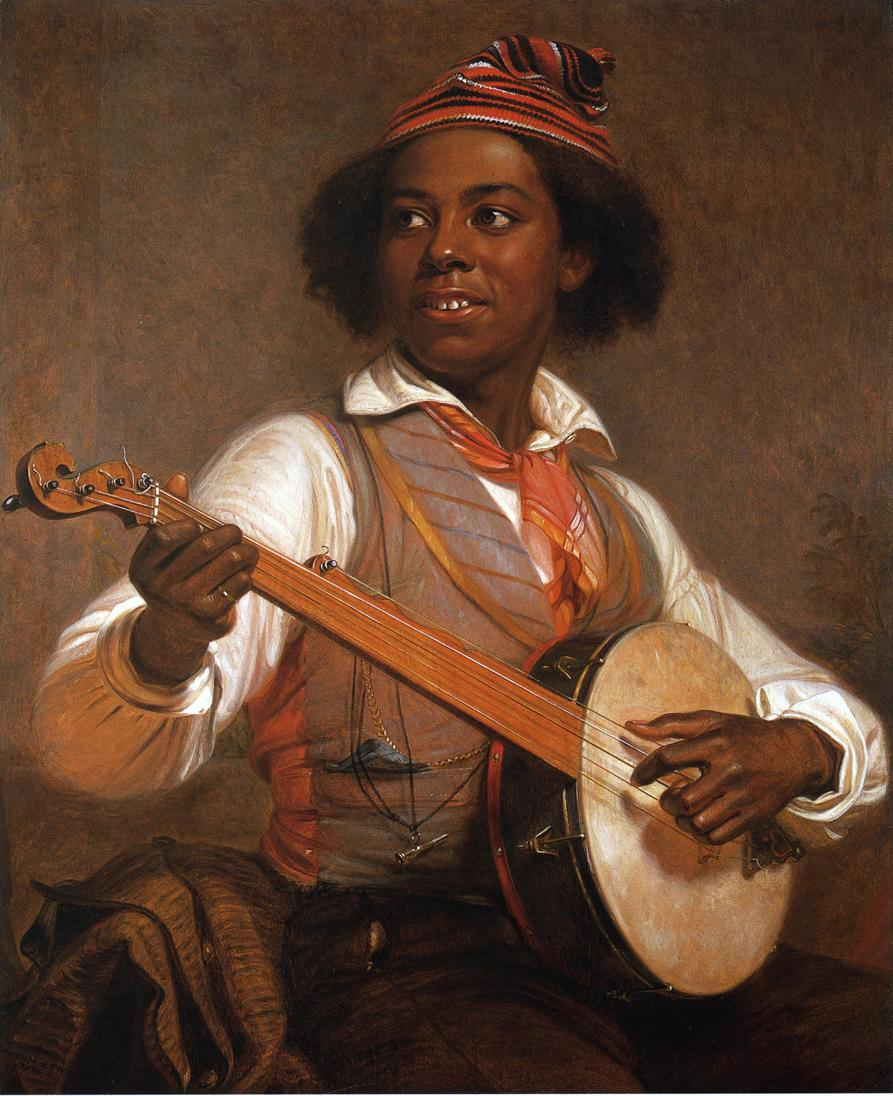
バンジョー弾き

## 関連書籍
- Christopher J. Smith, The Creolization of American Culture: William Sidney Mount and the Roots of Blackface Minstrelsy. Urbana, IL: University of Illinois Press, 2013.
- Frankenstein, Alfred. William Sidney Mount. New York: Abrams, 1975.